# Sosna długoigielna
Sosna długoigielna (Pinus palustris Mill.) – gatunek drzewa iglastego z rodziny sosnowatych (Pinaceae). Pochodzi z południowych obszarów USA, występuje od wschodniego Teksasu do południowej Wirginii i północnej Florydy.

## Morfologia

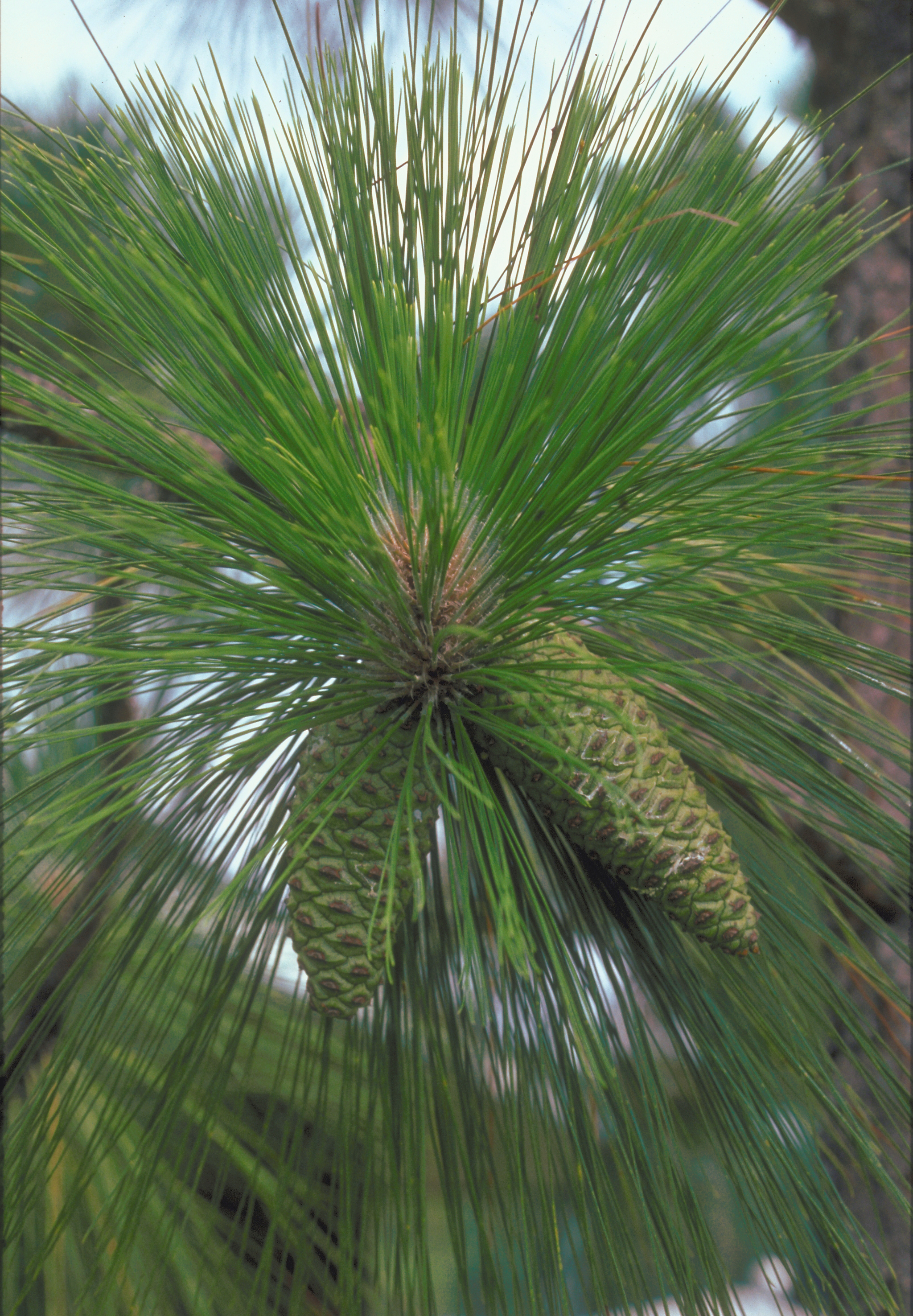
Igły i młode szyszki nasienne

PokrójKorona drzewa zaokrąglona.
PieńOsiąga wysokość 30–35 m i średnicę 0,7 m. W przeszłości odnotowane były okazy o wysokości 47 m i średnicy 1,2 m. Kora gruba, czerwonawo-brązowa, łuskowata.
LiścieCiemnozielone igły, osadzone w po trzy na krótkopędach, czasem po dwie. Często skręcone, o długości 20–45 cm.
SzyszkiMęskie owalne, długości 3–8 cm. Szyszki żeńskie dojrzałe są żółto-brązowe, długości 15–25 cm, szerokości 5–7 cm (otwarte do 12 cm), siedzące, rzadko na krótkiej szypułce. Łuski z małym ale ostrym kolcem skierowanym w dół. Nasiona o długości 7–9 mm, ze skrzydełkiem o długości 25–40 mm.
KorzenieU młodych drzew wyrasta długi (2–3 m) korzeń główny. Dorosłe drzewa mają szeroko rozrośnięte korzenie boczne.

## Biologia i ekologia
Sosna długoigielna osiąga pełne rozmiary w wieku 100–150 lat, dożywa 300 lat. Szyszki męskie pojawiają się w lipcu, żeńskie w sierpniu, do zapylenia dochodzi na wiosnę następnego roku. Szyszki nasienne dojrzewają w ok. 20 miesięcy od zapylenia, uwalniają nasiona i krótko potem opadają. Igły pozostają na drzewie przez 2 lata.
Występuje na wysokościach 0–700 m n.p.m. Rośnie przeważnie na glebach piaszczystych, czasem, np. w północnej Alabamie, na gliniastych.

## Systematyka
Synonim: Pinus australis F. Michaux.
Pozycja gatunku w obrębie rodzaju Pinus:
- podrodzaj Pinus
  - sekcja Trifoliae
    - podsekcja Australes
      - gatunek P. palustris

## Zagrożenia
Międzynarodowa organizacja IUCN umieściła ten gatunek w Czerwonej księdze gatunków zagrożonych i przyznała mu kategorię zagrożenia VU (vulnerable), czyli jest narażony na wyginięcie. Zagrożeniem dla tego gatunku jest wycinka lasu, zapobieganie pożarom (przyczynia się to silniejszej konkurencji roślin zielnych i krzewów, której nie znoszą wolno rosnące siewki sosny długoigielnej) oraz zastępowanie łatwiejszymi w uprawie gatunkami drzew. Obszary, na których rosła niegdyś sosna długoigielna zajęte zostały w dużej mierze przez plantacje sosny taeda Pinus taeda i Elliotta P. elliottii.